# Odontopleurida
Ordre
Familles de rang inférieur
- † Odontopleuridae
- † Damesellidae

Odontopleurida est un ordre fossile de trilobites, arthropodes marins aujourd'hui fossiles.

## Classification
L'ordre des Odontopleurida est décrit en 1959 par le paléontologue britannique Harry Whittington (1916-2010).

## Distribution stratigraphique
Les fossiles de cet ordre datent de la partie inférieure du Paléozoïque, du Cambrien (Série 3) à la fin du Silurien, il y a environ entre 500 et 419 Ma (millions d'années).

## Description

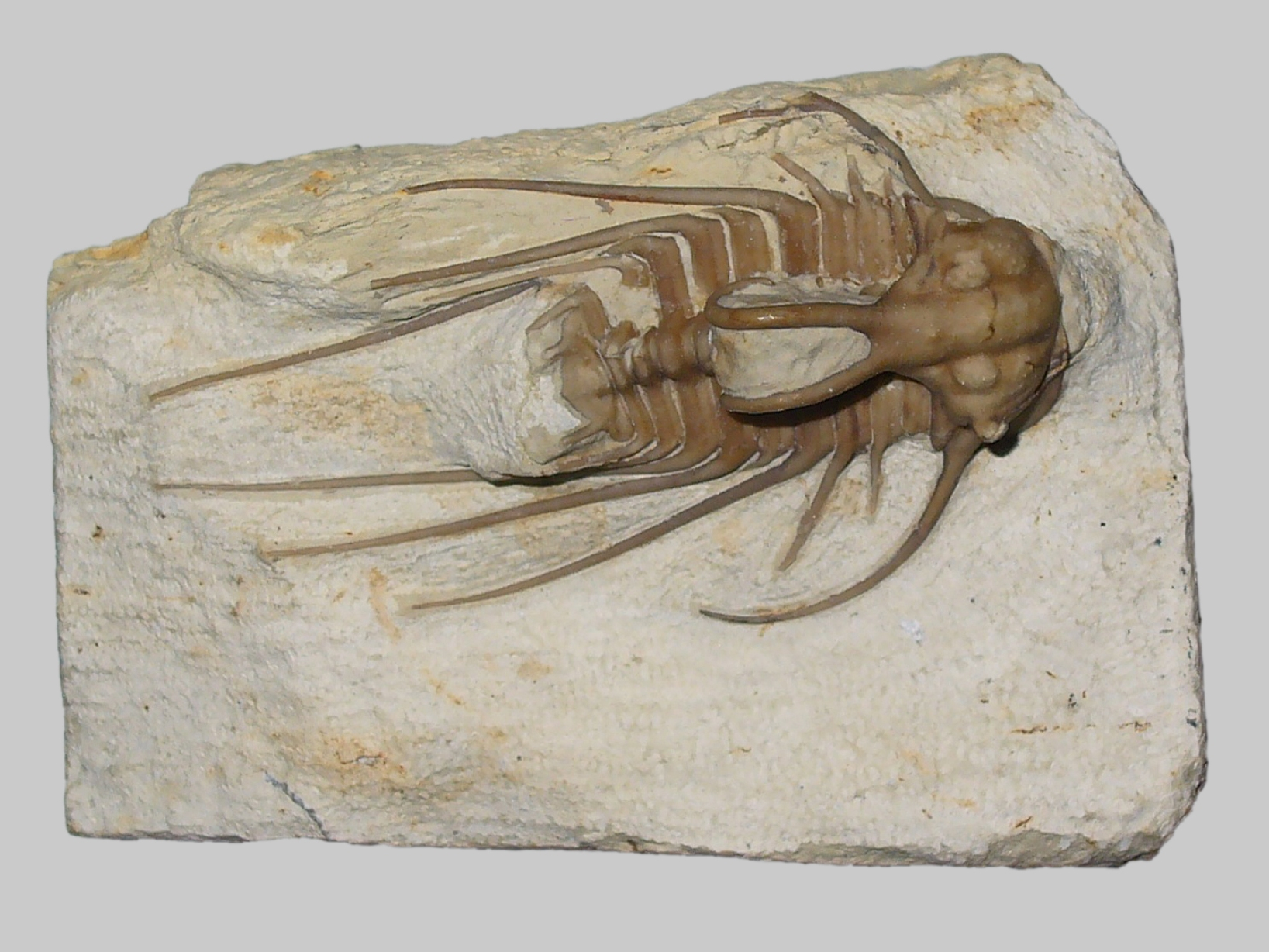
Fossile de Dicranurus hamatus.
Dévonien inférieur de l'Oklahoma.
Staatliches Museum für Naturkunde Karlsruhe, Allemagne.

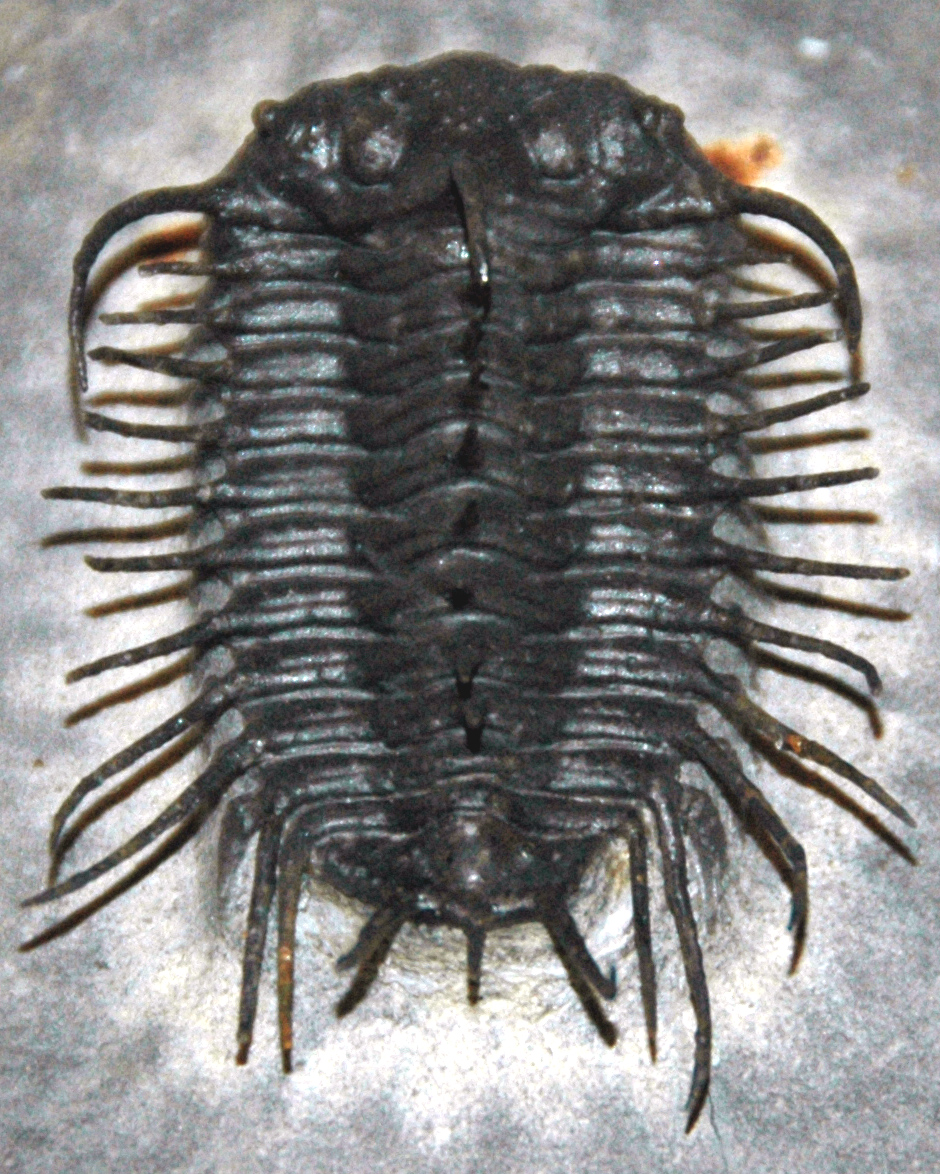
Isoprusia tafilaltana Alberti, 1976.
Trilobite du Dévonien du Maroc.
Musée Field de Chicago.

Les Odontopleurida sont des trilobites généralement pourvus d'excroissances ou d'épines comme certaines espèces de l'ordre voisin des Lichida,. Certains spécialistes regroupent d'ailleurs les deux familles d'Odontopleurida au sein de l'ordre des Lichida.
Les Odontopleurida possèdent entre 8 et 13 segments thoraciques (10 au plus pour les Odontopleuridae et 13 au plus pour les Damesellidae. Leur pygidium est très réduit, mais porte systématiquement de longues épines. La texture de leur exosquelette est grenue ou tuberculaire. Les épines des Odontopleurida croissent soit sur les marges de l'animal soit à partir de granules ou tubercules de l'ornementation de leur exosquelette. Ces épines sont parfois très longues, égales ou supérieures à la longueur de l'animal, elles portent souvent des épines secondaires.
Les Damesellidae ne sont connus qu'au Cambrien moyen et supérieur. Ils pourraient constituer un groupe de transition entre les Lichida du Cambrien et les Odontopleuridae de l'Ordovicien et du Silurien.

## Genres
L'ordre des Odontopleurida regroupe classiquement un grand nombre de genres regroupés dans deux familles, les Odontopleuridae et les Damesellidae :

### Odontopleuridae
- Acanthalomina
- ?Acidaspidella
- ?Acidaspides
- Acidaspis
- Anacaenaspis
- Apianurus
- Archaeopleura
- Boedaspis
- Borkopleura
- Brutonaspis
- Calipernurus
- Ceratocara
- Ceratocephala
- Ceratocephalinus
- Ceratonurus
- Chlustinia
- Dalaspis
- Diacanthaspis
- Dicranurus
- Dudleyaspis
- Edgecombeaspis
- Eoleonaspis
- Exallaspis
- Gaotania
- Globulaspis
- Hispaniaspis
- Isoprusia
- Ivanopleura
- Kettneraspis
- Koneprusia
- Laethoprusia
- Leonaspis
- Meadowtownella
- Miraspis
- Ningnanaspis
- Odontopleura
- Orphanaspis
- Periallaspis
- Primaspis
- Proceratocephala
- Radiaspis
- Rinconaspis
- Selenopeltis
- Selenopeltoides
- Sinespinaspis
- Stelckaspis
- Taemasaspis
- Uriarra
- Whittingtonia

### Damesellidae
- ?Adelogonus
- Bergeronites
- Blackwelderia
- Blackwelderioides
- Chiawangella
- Cyrtoprora
- Damesella
- Damesops
- Dipentaspis
- Dipyrgotes
- Neodrepanura
- Duamsannella
- Fengduia
- Guancenshania
- ?Hercantyx
- Histiomona
- Jiawangaspis
- Karslanus[4]
- Liuheaspis
- Metashantungia
- Neodamesella
- Palaeadotes,
- Paradamesella
- Parashantungia
- Pingquania
- Pionaspis
- Protaitzehoia
- Pseudoblackwelderia
- Shantungia
- Stephanocare
- Taihangshania
- Taitzehoia
- Teinistion
- Xintaia
- Yanshanopyge